# Confine tra Iran e Turkmenistan
Il confine tra l'Iran e il Turkmenistan descrive la linea di demarcazione tra questi due Stati. Ha una lunghezza di 1.148 km e si estende dal Mar Caspio al triplice confine con l'Afghanistan. La capitale turkmena Aşgabat è situata a meno di 25 km a nord di questo confine, mentre Mashhad, seconda città più popolosa dell'Iran, è a 75 km a sud di esso.

## Caratteristiche

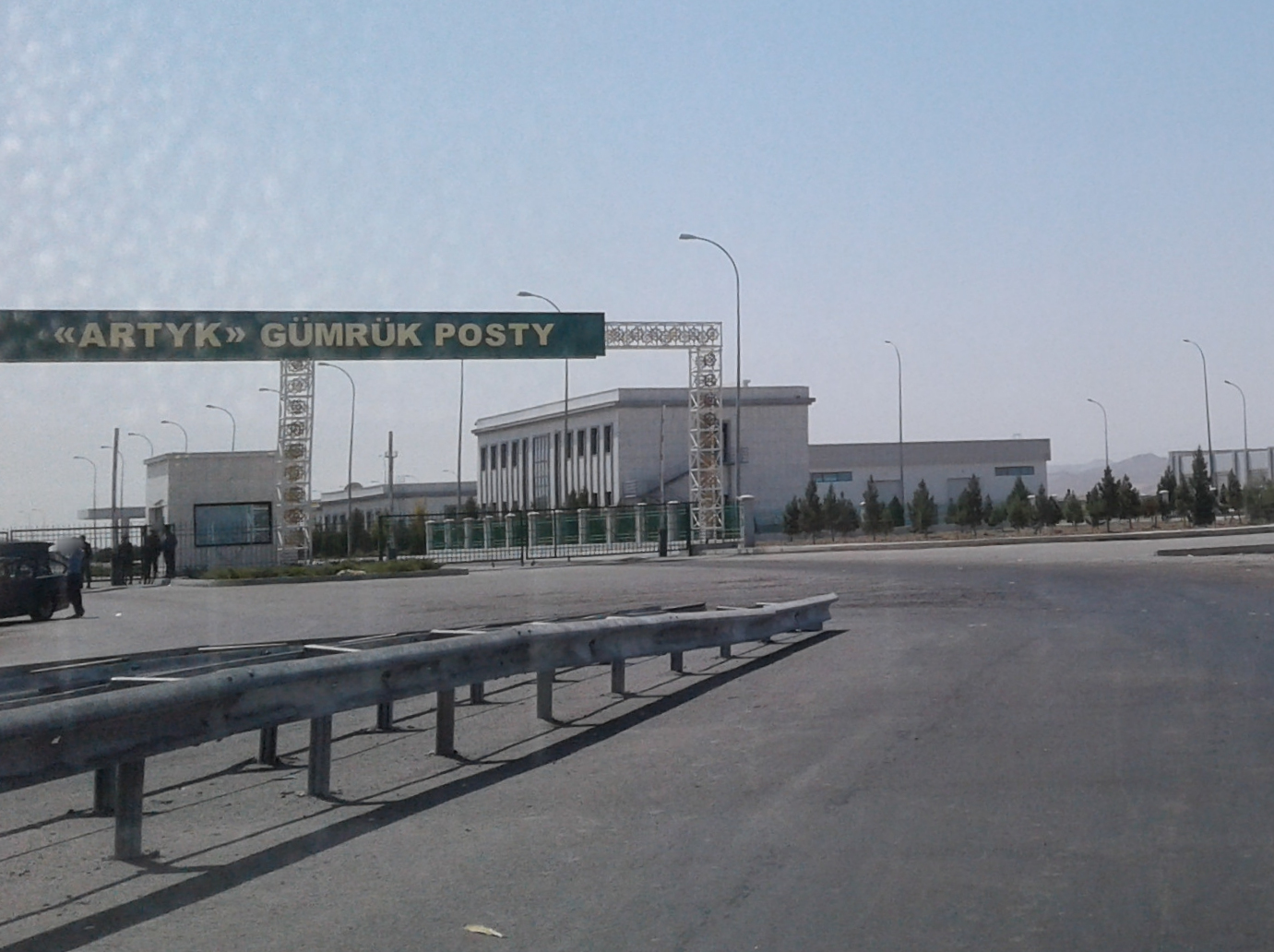
Valico di frontiera turkmeno nei pressi di Artyk, nel distretto di Kaka

Il confine inizia sulla costa caspica a sud della città turkmena di Esenguly. Da lì prosegue abbandonando le acque verso est con una serie di rette attraverso desolate saline per 50 km fino a raggiungere il fiume Atrek, il cui corso è seguito per 124 km fino a un punto a sud del villaggio turkmeno di Chat. Si prosegue poi verso terra in direzione E/NE attraverso la catena montuosa di Kopet Dag per 151 km prima di raggiungere il fiume Sumbar e accompagnarlo per 41 km. Continua via terra attraverso alcuni rilievi montuosi verso sud-est per 455 km in prossimità del villaggio iraniano di Chahchaheh. Da qui una sezione quasi rettilinea corre per 77 km fino al fiume Hari Rud (Tedzhen in lingua turkmena), il cui corso prosegue in direzione sud per 120 km, fino al triplice confine con l'Afghanistan.
L'area immediatamente nei pressi del confine è in gran parte disabitata, ad eccezione della sezione centrale attorno ad Aşgabat sul lato turkmeno: tale porzione, assieme alla parte occidentale in particolare, è approssimativamente parallela alle autostrade nazionali. Anche la sezione turkmena della ferrovia trans-caspica è all'incirca congruente alla frontiera nella sezione centrale, arrivando a meno di mezzo miglio a nord del confine in prossimità di Lotfabad. Sul lato iraniano, a circa 80 miglia (130 km) a sud del confine, scorrono le principali autostrade che collegano le città di Gorgan, Bojnurd e Mashhad, con tratte che collegano le città più piccole dell'Iran settentrionale.

## Storia
Il confine fu ereditato dal vecchio confine Persia-URSS, divenendo pressoché uguale a quello attuale durante il XIX secolo dopo la conquista russa dell'Asia centrale e l'annessione del Khanato di Kokand e dell'Emirato di Bukhara nel 1865-68. Nel 1869, la Persia e la Russia concordarono che la linea di demarcazione andava tracciata sulla base del corso del fiume Atrek. Una simile decisione fu confermata in seguito per poi procedere ad una delimitazione ulteriore verso est fino ai pressi di Aşgabat nel 1881 a seguito di ulteriori conquiste della Russia nelle terre turkmene, e poi quando fu necessario definire il confine con l'Afghanistan nel 1893; le ultime delimitazioni di questo furono effettuate negli anni seguenti. Ulteriori piccoli cambiamenti si ebbero nel periodo tra 1954 e 1957, quando l'Iran e l'Unione Sovietica convennero nella necessità di arrivare ad una più dettagliata descrizione della linea tra i due Paesi, inclusa la regione del delta di Atrek che da allora si era modificata a causa del prosciugamento di quella porzione del Mar Caspio.

## Valichi di frontiera

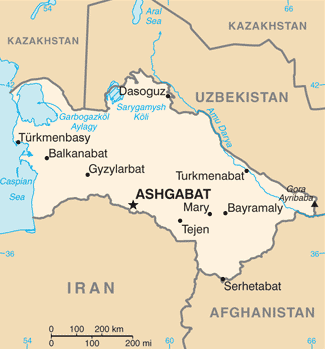
Confini del Turkmenistan con l'Iran a sud

- Bajgiran (IRN) - Bajgiran (TKM) (stradale)[4]
- Sarakhs (IRN) - Serakhs (TKM) (stradale)[4]
- Lotfabad (IRN) - Artyk (TKM) (stradale)[4]

## Insediamenti nei pressi del confine

### Iran
- Gomishan
- Incheh Borun
- Bachcheh Darreh
- Hesarcheh
- Robar
- Shuy
- Lotfabad
- Now Khandan
- Dargaz
- Khakestar
- Giru
- Koshtani
- Qarah Takan
- Chahchaheh
- Alamtu
- Sarakhs
- Shir Tappeh
- Jannatabad, Torbat-e Jam

### Turkmenistan
- Esenguly
- Ajyyap
- Gyzyletrek
- Chat
- Kuruzhdey
- Khodzhakala
- Kënekesir
- Shemli
- Kazgan
- Arab-Kala
- Hawdan
- Kaka
- Dushak
- Miana
- Imeni Kuliyev
- Akhchadepe
- Karaman Vtoroy
- Kichiga Vtoraya
- Sarahs
- Polekhatum